# Line Islands

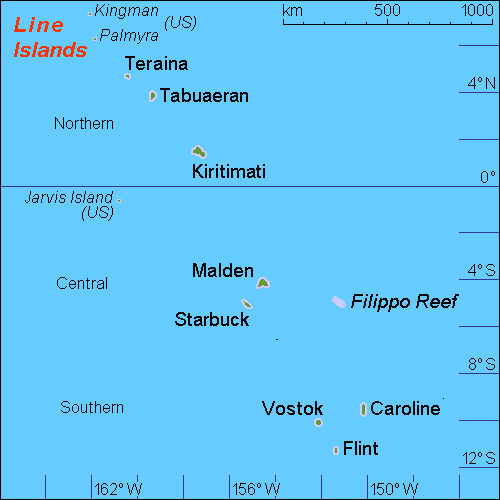
Linjeöarna

Line Islands (Linjeöarna) är en ögrupp i Polynesien i Stilla havet. Den tillhör Kiribati och delvis även USA. Fyra av de elva atollerna och öarna har mänsklig befolkning.

## Geografi
Linjeöarna består av elva korallatoller och öar med en sammanlagd areal om cirka 500 km² (alternativt 551 km²), med en sträckning på mer än 2 600 km från nordväst till sydöst. Endast fyra öar är bebodda, varav Palmyraatollens befolkning endast består av 4–25 forskare och administrativ personal från USA. De tre övriga – Kiritimati, Tabuaeran och Teraina – har tillsammans knappt eller cirka 10 000 invånare. De flesta av dessa bor på Kiritimati, fördelat på samhällena Tabwakea, London, Banana, Poland och Paris.
Ögruppen är en av tre öområden i Kiribati. Den ligger nordväst om Franska Polynesien, cirka 1 800 km öster om Phoenixöarna och cirka 1 600 km söder om Hawaii. Öarna är låga korallöar och delas in i tre områden – Norra, Mellersta och Södra Linjeöarna.
Alla de elva öarna/ösamlingarna är korallöar. Endast sex av dem har laguner, vilket definierar dessa som atoller.

### Norra Line Islands
Norra Line Islands ligger mellan ekvatorn och 6°N och omkring 160°W.
- Kiribatis besittningar
- Kiritimati (Julön[2]), cirka 388,5 km², cirka 7 300[6] (2020; 2005:[6] 5 100 invånare 2011: 3 700 invånare;[7])
- Tabuaeran (Fanning Island), cirka 33,7 km², cirka 2 000 invånare (2020; 2005: 2 500[6])
- Teraina (Washington Island), cirka 7,8 km², cirka 1 900 invånare (2020; 2005: 1 100[6])

- USA:s besittningar
- Kingmanrevet, cirka 0,01 km²
- Palmyraatollen, cirka 3,9 km², cirka 11 invånare
- Jarvisön,[1] cirka 4,4 km²

### Mellersta Line Islands
Mellersta Line Islands ligger mellan ekvatorn och 6°S och omkring 155°W.
- Kiribatis besittningar
- Malden Island, cirka 39,3 km²
- Starbuck Island, cirka 25,0 km²
- Filipporevet, ingen landmassa och sannolikt en fantomö,[3] cirka 450 km öster om Starbuck

### Södra Line Islands
Södra Line Islands ligger mellan 10°S och omkring 150°W. Obebodda.
- Kiribatis besittningar
- Carolineatollen (även Millenniumatollen), cirka 3,8 km²
- Flint Island, cirka 3,0 km²
- Vostok Island, cirka 0,2 km²

## Historia

### Bakgrund
Ögruppen har troligen haft mänsklig befolkning sedan 1000-talet; de närliggande Hawaiiöarna befolkades ungefär vid samma tid. Besökarna eller bosättarna tillhörde troligen olika melanesiska och polynesiska folk, de bodde då på de idag befolkade öarna samt de små öarna Flint och Vostok. Den dåliga tillgången till lokala resurser förhindrade dock länge en större/permanent bosättning, och de första europeiska sjöfararna som kartlade ökedjan i slutet av 1700-talet noterade ingen bofast befolkning.
Kiritimati är troligen den största och äldsta atollen i Stilla havet. Den upptäcktes den 24 december 1777 av brittiske upptäcktsresanden James Cook. Den sista ön som upptäcktes var Malden år 1825. 
Några öar i ögruppen annekterades av USA 1856 och några av Storbritannien 1888. Dessa införlivades i den brittiska kolonin Gilbert och Elliceöarna, en del av det Brittiska Västra Stillahavsterritoriet.

### 1900-talet
Under 1950-talet använde både USA och Storbritannien Kiritimati som plats för kärnvapenprov. Senare har man på ön etablerat stora kokosnötplantager, fiskodlingar och stationer för jordkartering.

### Del av Kiribati
1979 införlivades öarna (alla utom ovan listade besittningar) i den nya nationen Kiribati. Samtidigt övergav USA sina anspråk på öarna i sin helhet, som en "vänlighetsgest".
Line Islands bildar den tidigaste tidszonen i världen, UTC +14. Tiden på dagen är densamma som på Hawaii, men ett dygn före, och till och med 26 timmar före vissa andra öar i Oceanien.
Linjeöarna är ett av sex distrikt i Kiribati. Därutöver har de tre befolkade Linjeöarna inom Kiribati varsitt öråd.

## Befolkning och kultur
Nästan alla invånare i öarna tillhörande Kiribati är etniska kiribatier. De talar kiribatiska.
Lag från Teraina, Tebuaeran och Kiritimati deltar i den årliga fotbollsturneringen som arrangeras i Kiribatis huvudstad Tarawa.